# Steven Schiff

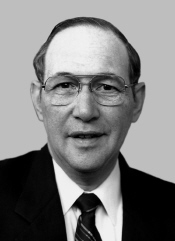
Steven Schiff

Steven Harvey Schiff (* 18. März 1947 in Chicago, Illinois; † 25. März 1998 in Albuquerque, New Mexico) war ein US-amerikanischer Politiker. Zwischen 1989 und 1998 vertrat er den ersten Wahlbezirk des Bundesstaats New-Mexico im US-Repräsentantenhaus.

## Frühe Jahre und Aufstieg
Steven Schiff besuchte bis 1968 die University of Chicago und studierte anschließend bis 1972 an der juristischen Fakultät der University of New Mexico Jura. Nach seiner Zulassung als Rechtsanwalt begann er in seinem neuen Beruf zu arbeiten. Von 1969 bis 1998, also bis zu seinem Tod, war er Mitglied der Fliegerstaffel der Nationalgarde. Zwischen 1972 und 1977 war er stellvertretender Bezirksstaatsanwalt im Bernalillo County. Danach war er einer der Anwälte der Stadt Albuquerque sowie von 1979 bis 1981 Berater der Polizei in dieser Stadt. Von 1980 bis 1988 war er Bezirksstaatsanwalt im Bernalillo County.

## Politische Laufbahn
Steven Schiff wurde Mitglied der Republikanischen Partei. Bei den Kongresswahlen des Jahres 1988 wurde er in das US-Repräsentantenhaus gewählt, wo er am 3. Januar 1989 Manuel Lujan ablöste. Nachdem er in den folgenden Wahlen jeweils wiedergewählt wurde, verblieb Schiff bis zu seinem Tod an einer Hautkrebserkrankung am 25. März 1998 im Kongress. Die fälligen Nachwahlen gewann dann Heather Wilson.